# 义成功乡
义成功乡，是中华人民共和国辽宁省朝阳市建平县下辖的一个乡镇级行政单位。

## 行政区划
义成功乡下辖以下地区：
义成功村、火石地村、牦牛营子村、西台子村和老四家村。